# Ярачево (Пільський повіт)
Ярачево (пол. Jaraczewo, нім. Klein Wittenberg) — село в Польщі, у гміні Шидлово Пільського повіту Великопольського воєводства.
Населення — 433 особи (2011).
У 1975-1998 роках село належало до Пільського воєводства.

## Демографія
Демографічна структура станом на 31 березня 2011 року:
|          | Загалом | Допрацездатний вік | Працездатний вік | Постпрацездатний вік |
| -------- | ------- | ------------------ | ---------------- | -------------------- |
| Чоловіки | 225     | 61                 | 154              | 10                   |
| Жінки    | 208     | 44                 | 143              | 21                   |
| Разом    | 433     | 105                | 297              | 31                   |